# Juan Uslé
Juan Uslé (* 19. Dezember 1954 in Santander, Kantabrien) ist ein spanisch-US-amerikanischer Maler.
Juan Uslé studierte von 1973 bis 1977 Kunst an der Real Academia de Bellas Artes de San Carlos de Valencia. Zahlreiche Einzelausstellungen fanden in den USA und Europa statt, darunter 2003 im Museo Reina Sofía, 2004 im Stedelijk Museum voor Actuele Kunst und im Irish Museum of Modern Art. 1992 war Uslé Teilnehmer der documenta IX und 2005 Teilnehmer bei der 51. Biennale von Venedig. Umfassende Einzelausstellungen folgten 2002 im Museum Morsbroich und 2014 im Kunstmuseum Bonn. Das Kunstmuseum Bonn zeigte die Werkgruppe der sogenannten schwarzen Bilder „Soñé que revelabas / Ich träumte, dass du erscheinst“.

„Diese für das Schaffen des Künstlers zentrale Bildreihe entsteht in loser Folge seit 1997 und umfasst gegenwärtig knapp 50 Arbeiten. In den ‚Soñé que revelabas‘, die in der Regel nur nachts entstehen, realisiert Uslé eine hochkonzentrierte, meditative Abhandlung über die strukturellen Bedingungen der Malerei und des Malprozesses. Jeder Pinselstrich auf diesen Bildern ist immer doppelt aufgeladen. Er ist zum einen die Selbstabbildung der malerischen Geste, und ordnet sich auf diese Weise in den Traditionshorizont selbstreflexiver abstrakter Malerei ein. Zum anderen entspricht jeder Pinselstrich aber auch jeweils einem Herzschlag des Künstlers, wodurch die Bilder auch mit einer existenziellen Körperlichkeit aufgeladen werden.“

2002 wurde Juan Uslé mit dem spanischen Nationalpreis ausgezeichnet.